# بریستول (ایندیانا)
بریستول (به انگلیسی: Bristol) یک منطقهٔ مسکونی در ایالات متحده آمریکا است که در شهرستان الخارت، ایندیانا واقع شده‌است. بریستول ۱۰٫۷۸ کیلومتر مربع مساحت و ۱٬۷۸۹ نفر جمعیت دارد و ۲۲۸ متر بالاتر از سطح دریا واقع شده‌است.